# GAZelle Business
Die GAZelle Business (russisch ГАЗель Бизнес) ist ein Kleintransporter von Gorkowski Awtomobilny Sawod (GAZ), der in Nischni Nowgorod produziert wird. Das seit 2010 erhältliche Modell basiert auf dem seit 1994 gebauten GAZelle, ist jedoch eine überarbeitete Version dieses leichten Nutzfahrzeugs. Das Leergewicht wird mit 1850–1900 kg angegeben. Die Business-Linie unterscheidet sich durch höhere Zuverlässigkeit, um 5 Prozent geringeren Kraftstoffverbrauch und einen um 8 Prozent kürzeren Bremsweg. Die Gewährleistung wurde von 10.000 auf 15.000 Meilen erhöht und auch der Preis gegenüber der GAZelle wurde angehoben.
Das Modell wurde als Übergangslösung entwickelt, um gegen den immer stärker werdenden Import oder Montage von westlichen und technisch höherwertigen Produkten wie etwa Mercedes Sprinter, Fiat Ducato, Ford Transit oder auch dem Lada-Renault M90 mithalten zu können.
Ursprünglich sollte der LDV Maxus der Nachfolger der GAZelle werden und auch in Russland gebaut werden. Dies gelang aber aufgrund finanzieller Probleme nur in geringen Stückzahlen und durch den Konkurs von LDV Limited mit dem Verkauf der Markenrechte an SAIC musste GAZ sich neu orientieren, weswegen der Business als Übergangslösung konstruiert wurde.
Mit dem GAZelle NEXT gibt es seit 2013 ein neues Modell, das langfristig sowohl die GAZelle Business als auch die noch von der GAZelle gebauten Varianten ersetzen soll.

## Modellhistorie

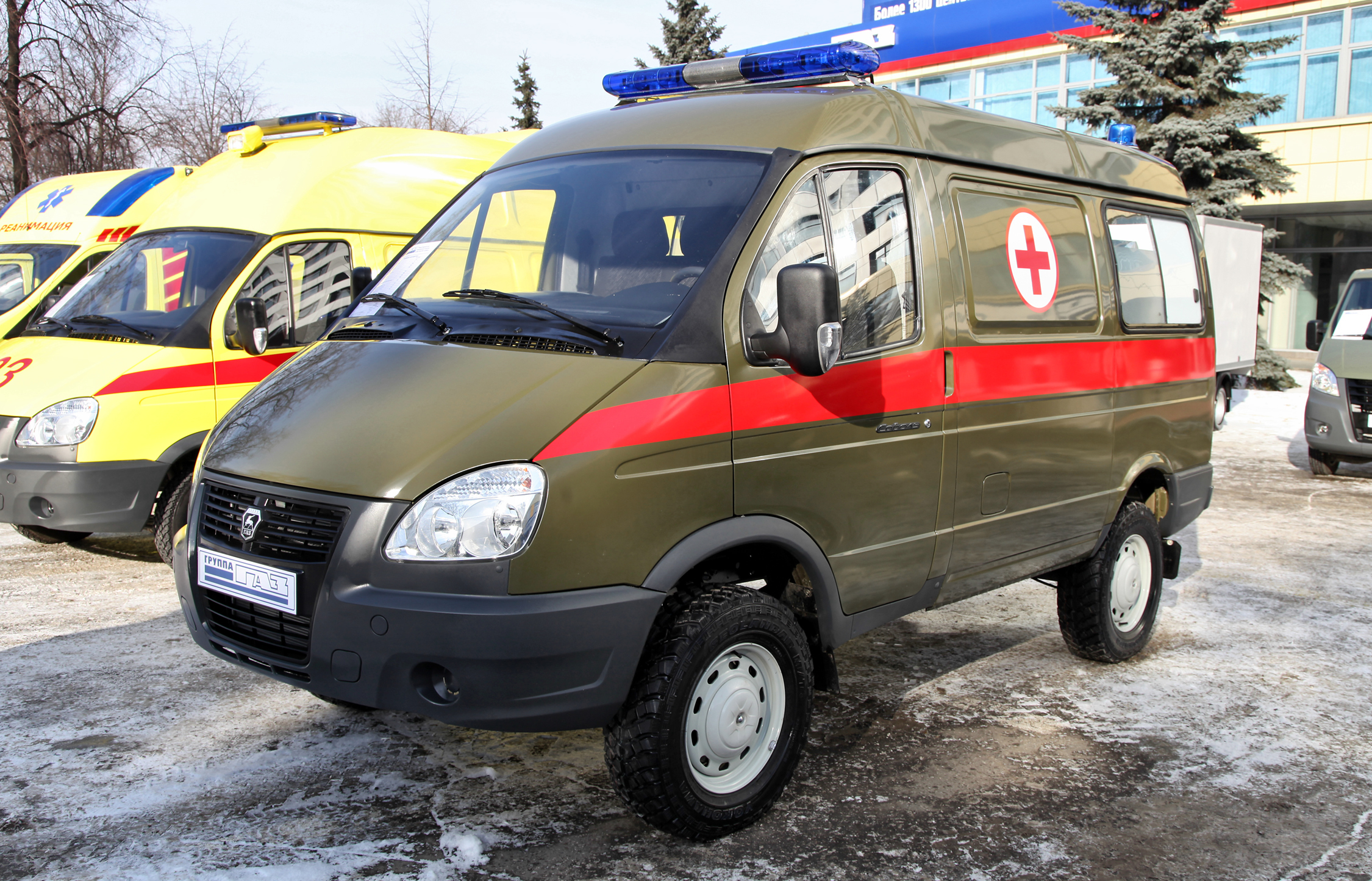
GAZelle Business in der Krankenwagen-Ausführung

Die Entwicklung begann 2008, wobei die Statistik der Garantiereparaturen, der Ersatzteilverkauf sowie Händler- und Kundenbefragungen als Basis für 130 Konstruktionsänderungen dienten. Am 4. Februar 2010 wurde die GAZelle Business mit dem internen Namen G425AZ 152 offiziell vorgestellt. Als Antrieb kommt der Benzinmotor Motor UMP-4216 mit 78 kW (106 PS) zum Einsatz. Hierbei handelte es sich um einen modernisierten UMP-4.216,10 aus der GAZelle. Neben einem neuen Motorsteuergerät liegt das maximale Drehmoment nun bei 220,5 Nm bei für Benzinmotoren ziemlich niedrigen 2500/min. Verbesserte Motorlager stammen nun von der Anvis Group und der Kühler aus Aluminium von TRM. Bosch liefert elektrische Komponenten und Bremsenteile, insbesondere den Hauptbremszylinder und den Bremskraftverstärker. Zudem gibt es ein serienmäßiges Antiblockiersystem, das ebenfalls von Bosch geliefert wird. ZF liefert Teile der Kupplung und die Servolenkung. Äußerlich unterscheidet sich die GAZelle Business von der GAZelle durch andere vordere Stoßfänger, den Kühlergrill und neue Lackierungen. Im Innenbereich sind die Unterschiede geringer. Neben einem neuen Tachometer, Lenkrad und zusätzlichen Ablagemöglichkeiten sind nun ein Audio-System von Blaupunkt und beheizte Außenspiegel Serienstandard.
Hatte die GAZelle bis 2008 einen Dieselmotor von Steyr, gab es zuletzt nur noch die Benzinmotoren.
Bei der GAZelle Business wurde nun ab 20. Juli 2010 ein 2,8-Liter-ISF-Turbodieselmotor von Cummins angeboten, welcher auch optional mit einer Geschwindigkeitsregelanlage erhältlich ist. Seit April 2011 ist auch bei den Allradantriebs-Varianten ABS erhältlich bzw. serienmäßig verbaut.
Der Absatz in den ersten sechs Monaten des Jahres 2010 belief sich auf 10.000 Fahrzeuge, was einem Anteil von 35 % der Gesamtzahl der verkauften GAZelle in diesem Zeitraum entsprach. Im Dezember 2010 erreichte das Fahrzeug bereits 94 % Anteil am Gesamtumsatz, bis Juni 2011 waren 100.000 Fahrzeuge verkauft. Seit Juni 2011 ist auch eine optionale Klimaanlage erhältlich, während der Benzinmotor durch den UFG 4.216,70 aufgerüstet wurde. 2011 wurde die Business Gazelle auch Marktführer auf dem russischen Markt im Segment der leichten Nutzfahrzeuge und löste ihren in einigen Versionen weitergebauten Vorgänger ab.
Seit Februar 2013 ist der Benzinmotor auch als UMP-4216.70 mit CNG-Umrüstung als Erdgasfahrzeug erhältlich.

## Modellvarianten
Pritschenwagen
- GAZ-3302-288 – Dreisitzer
- GAZ-330202-288 – Dreisitzer mit erweiterter Plattform und Nutzlast von 1500 kg
- GAZ-33023-288 „Farmer“ – Sechssitzer mit Nutzlast von 1350 kg

Kastenwagen
- GAZ-2705-288 – Dreisitzer
- GAZ-2705-298 „Combi“ – Siebensitzer-Kabine
- GAZ-27057-288 – Dreisitzer, Allradantrieb
- GAZ-27057-298 „Combi“ – Siebensitzer-Kabine, Allradantrieb

Kleinbus
- GAZ-3221-288 – Achtsitzer
- GAZ-32217-288 – Achtsitzer, Allradantrieb
- GAZ-32213-288 – Luxusausstattung
- GAZ-322173-288 – Luxusausstattung, Allradantrieb

Minibus
- GAZ-322132-288 – Shuttlebus, Linienbus
- GAZ-32212-288 – Überlandbus
- GAZ-225000-288 – Überlandbus mit Hochdach